# Tingsryd
Tingsryd er hovedby i Tingsryds kommune, Kronobergs län, Småland, Sverige. Tingsryd ligger ved søen Tiken, og åen Bräkneån løber gennem byen.
Tingsryd kalder sig selv for "Hästriket" (Hesteriget), da omkring 2.000 heste er opstaldet i området.

## Historie
Tingsryds har et bymiljø, der i høj grad er præget af 1800-tallets træarkitektur, hvor størstedelen af den bevarede bebyggelse ligger nær søen Tiken. I slutningen af 1800-tallet var Tingsryd forbundet med Ronneby mod syd af den smalsporede jernbane Bredåkra–Tingsryds Järnväg. Jernbanen er for længst nedlagt, og sporene taget op, men stationsbygningen udgør fortsat Tingsryds rejsecentrum for bustrafik.

### Den Danske Brigade
Under 2. Verdenskrig opholdt Den Danske Brigade sig i Sverige. En del af brigaden, Motorvognskompagniet, der bl.a. uddannede motorvognsførere var forlagt ved Tingsryd.